# اومبیتا
اومبیتا (انگلیسی: Úmbita) نام شهری در کشور کلمبیا است.